# Teton County, Idaho
Teton County är ett administrativt område i delstaten Idaho, USA, med 10 170 invånare (2010). Den administrativa huvudorten (county seat) är Driggs. 

## Geografi
Enligt United States Census Bureau så har countyt en total area på 1 167 km². 1 166 km² av den arean är land och 1 km² är vatten.

### Angränsande countyn
- Fremont County - nord
- Madison County - väst
- Bonneville County - syd
- Teton County, Wyoming - öst